# Smrdáky
Smrdáky é um município da Eslováquia, situado no distrito de Senica, na região de Trnava. Tem 4,725 km² de área e sua população em 2019 foi estimada em 654 habitantes.

## Demografia
| Ano:        | 1994 | 2004   | 2014    | 2024    |
| ----------- | ---- | ------ | ------- | ------- |
| Broj ljudi: | 640  | 603    | 695     | 559     |
| Razlika:    |      | -5,78% | +15,25% | -19,56% |

| Ano:               | 2023 | 2024   |
| ------------------ | ---- | ------ |
| Número de pessoas: | 562  | 559    |
| Diferença:         |      | -0,53% |